# Montcuit
Montcuit est une commune française, située dans le département de la Manche en région Normandie, peuplée de 185 habitants.

## Géographie
La commune est à l'est du Coutançais. Son bourg est à 6 km à l'est de Saint-Sauveur-Lendelin, à 8 km à l'ouest de Marigny, à 10 km au sud-est de Périers et à 12 km au nord-est de Coutances.
| Saint-Michel-de-la-Pierre | Le Mesnilbus        | Feugères, Hauteville-la-Guichard |
| Saint-Sauveur-Lendelin    | Montcuit            | Hauteville-la-Guichard           |
| Cambernon                 | Cambernon, Camprond | Hauteville-la-Guichard, Le Lorey |

### Hydrographie
La commune est située dans le bassin Seine-Normandie. Elle est drainée par la Venloue, le cours d'eau 05 de la Masure, le fossé 01 de l'Hôtel Beuzeville et le ruisseau de la Liotterie,,.
La Venloue, d'une longueur de 15 km, prend sa source dans la commune de Camprond et se jette  dans le Lozon en limite de Marchésieux et de Remilly Les Marais, après avoir traversé huit communes. 

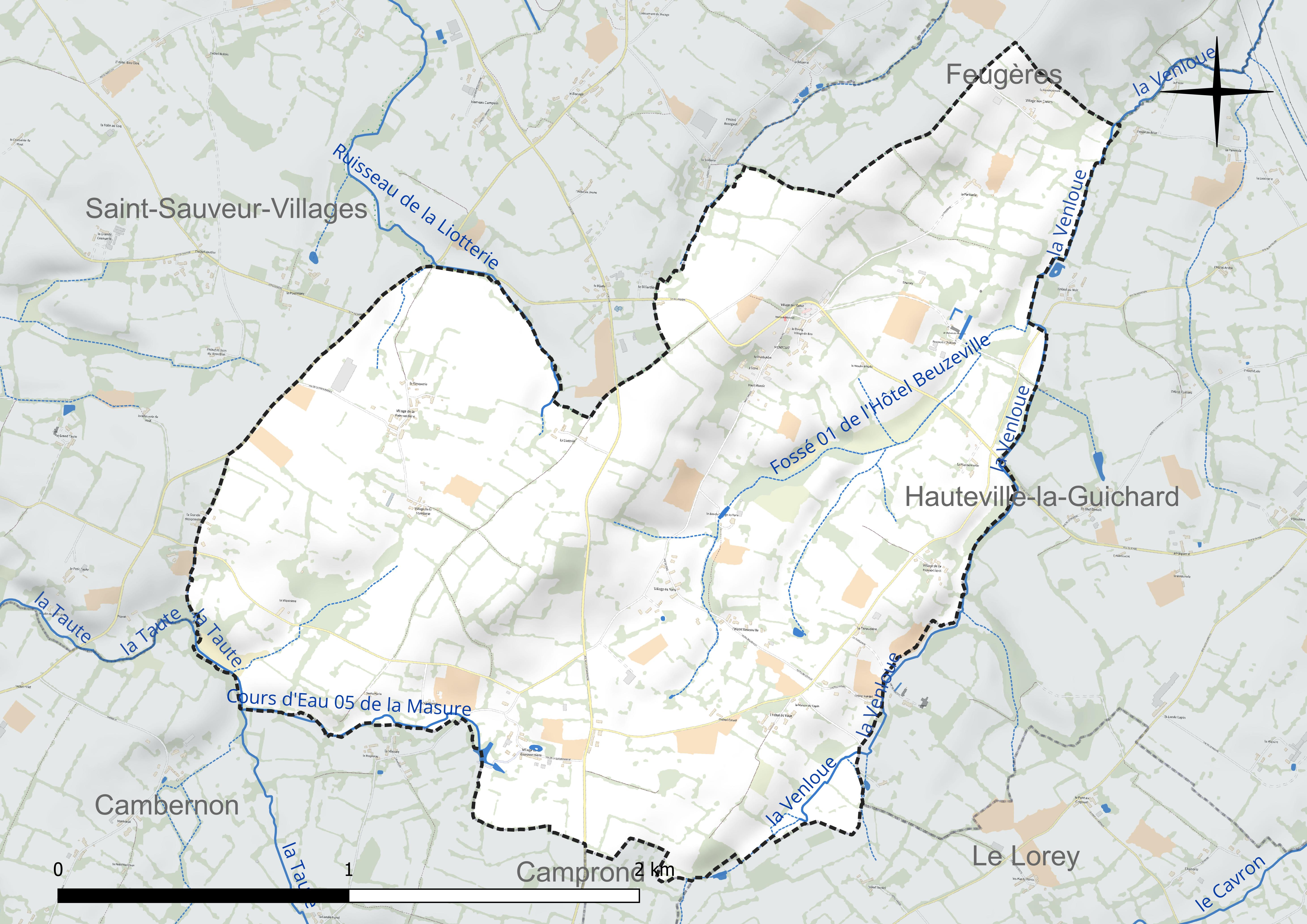
Réseau hydrographique de Montcuit.

### Climat
Pour des articles plus généraux, voir Climat de la Normandie et Climat de la Manche.
En 2010, le climat de la commune est de type climat océanique franc, selon une étude du CNRS s'appuyant sur une série de données couvrant la période 1971-2000. En 2020, Météo-France publie une typologie des climats de la France métropolitaine dans laquelle la commune est exposée à un climat océanique et est dans la région climatique  Normandie (Cotentin, Orne), caractérisée par une pluviométrie relativement élevée (850 mm/a) et un été frais (15,5 °C) et venté.
Pour la période 1971-2000, la température annuelle moyenne est de 11 °C, avec une amplitude thermique annuelle de 11,5 °C. Le cumul annuel moyen de précipitations est de 910 mm, avec 14,2 jours de précipitations en janvier et 8,1 jours en juillet. Pour la période 1991-2020, la température moyenne annuelle observée sur la station météorologique la plus proche, située sur la commune de Cerisy-la-Salle à 11 km à vol d'oiseau, est de 11,5 °C et le cumul annuel moyen de précipitations est de 1 112,5 mm,. Pour l'avenir, les paramètres climatiques de la commune estimés pour 2050 selon différents scénarios d’émission de gaz à effet de serre sont consultables sur un site dédié publié par Météo-France en novembre 2022.

## Urbanisme

### Typologie
Au 1er janvier 2024, Montcuit est catégorisée commune rurale à habitat très dispersé, selon la nouvelle grille communale de densité à sept niveaux définie par l'Insee en 2022.
Elle est située hors unité urbaine. Par ailleurs la commune fait partie de l'aire d'attraction de Coutances, dont elle est une commune de la couronne,. Cette aire, qui regroupe 37 communes, est catégorisée dans les aires de moins de 50 000 habitants,.

### Occupation des sols
L'occupation des sols de la commune, telle qu'elle ressort de la base de données européenne d’occupation biophysique des sols Corine Land Cover (CLC), est marquée par l'importance des territoires agricoles (100 % en 2018), une proportion identique à celle de 1990 (100 %). La répartition détaillée en 2018 est la suivante : prairies (94,2 %), zones agricoles hétérogènes (4,3 %), terres arables (1,4 %). L'évolution de l’occupation des sols de la commune et de ses infrastructures peut être observée sur les différentes représentations cartographiques du territoire : la carte de Cassini (XVIIIe siècle), la carte d'état-major (1820-1866) et les cartes ou photos aériennes de l'IGN pour la période actuelle (1950 à aujourd'hui).

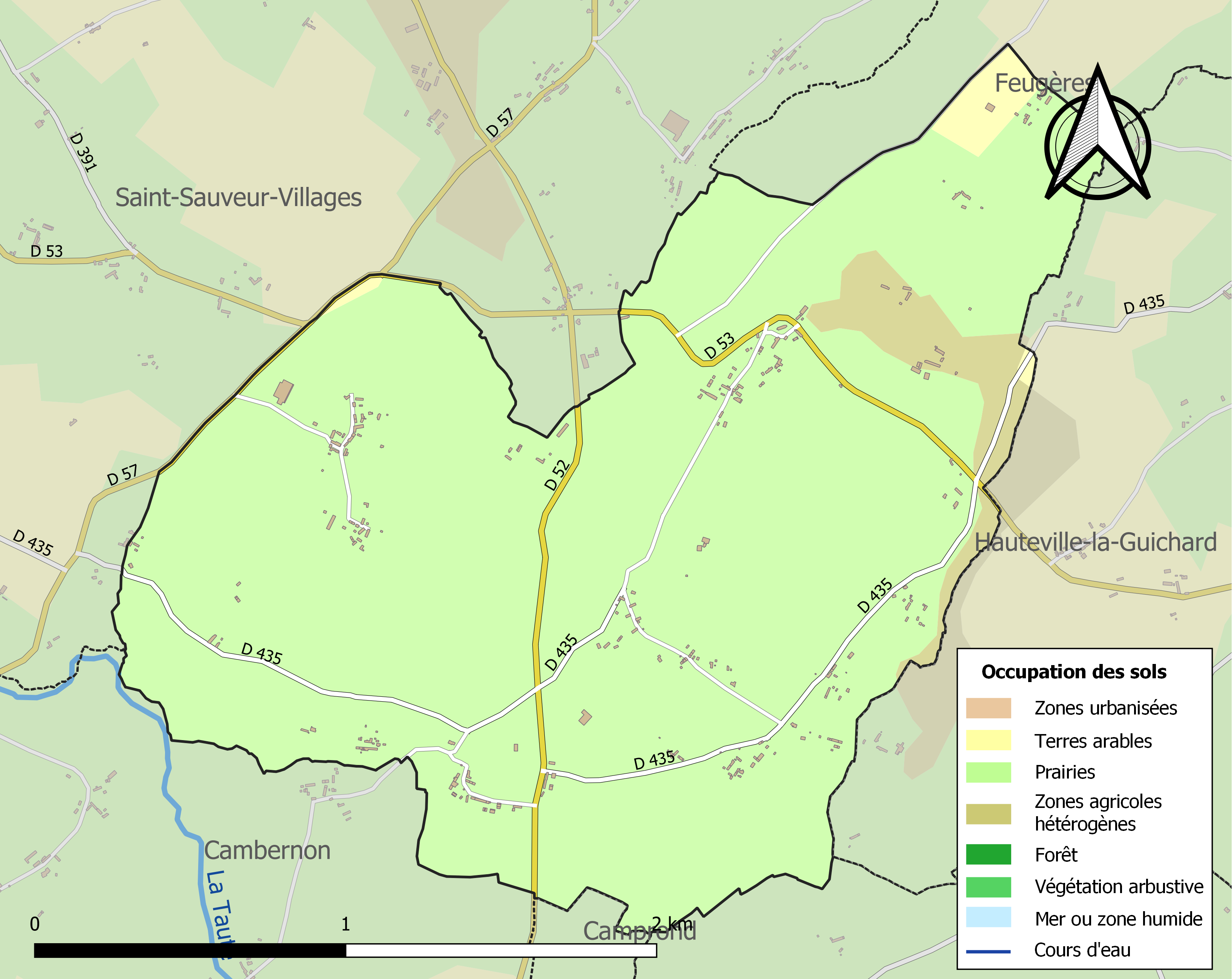
Carte des infrastructures et de l'occupation des sols de la commune en 2018 (CLC).

## Toponymie
Le nom de la localité est attesté sous les formes Moncuit en 1243, Moncouit en 1270, de Monte Cocto vers 1280, Mons Coctus entre 1320 et 1325.
Mont- est issu du latin mons, « mont », « montagne » ; -cuit semble être le témoignage d'un essartage par brûlage ou une « colline bien exposé au soleil ».
Le gentilé est  Montcuitais.

## Histoire
La seigneurie de Montcuit a été la possession de la famille Davy qui étaient également seigneurs du Perron et de Virville à Saint-Aubin-du-Perron, de Boisroger, de Quettreville, d'Amfreville, de Muneville, de Feugères, de Guéhébert, de Mary et de Saint-Malo-de-la-Lande. Au XIIIe siècle, Geoffroy de Montcuit a le patronage de l'église.
On trouve, en l'année 1260, un Robert de Montcuit, et vers la même époque Geoffroi de Montcuit. Olivier Adam, écuyer, était seigneur de Montcuit en 1505 ; Charles Escoullant, en 1592, et Nicolas Escoullant en 1595. La famille Escoullant, en 1666, justifia d'une noblesse par quatre degrés. 
Dans le cours du XVIIe siècle, le fief noble de Montcuit est la possession du seigneur baron du Mesnil-Bus, avocat général au Parlement de Rouen. Louis Le Comte, écuyer, sieur de la Durandière à Montcuit, en était le sénéchal, et Jacques Campain, du Mesnil-Bus, le greffier.
On cite, dans le XVIIIe siècle, messire Charles-Alexandre Hellouin de Montcuit, chevalier, seigneur et patron de Montcuit ; Messire Charles-François Hellouin, chevalier, seigneur et patron de Montcuit et Cartot. Il épousa noble dame Bonne-Marguerite-Françoise-Bernardine du Porier (Poërier). Sa fille, Marie-Bonne-Bernardine Hellouin, devenue dame et patronne de Montcuit, épousa messire François-Claude Ferrand, chevalier de la Conté en Saint-Sauveur-Lendelin.

## Politique et administration
| Période                                  | Période   | Identité        | Étiquette | Qualité                    |
| ---------------------------------------- | --------- | --------------- | --------- | -------------------------- |
| 1971                                     | 1991      | Émile Couillard |           |                            |
| 1991                                     | mars 2001 | Pierre Doraphé  |           |                            |
| mars 2001                                | mars 2014 | Christian Beuve | SE        | Artisan                    |
| mars 2014                                | En cours  | Guy Jouanno     | SE        | Directeur qualité retraité |
| Les données manquantes sont à compléter. |           |                 |           |                            |

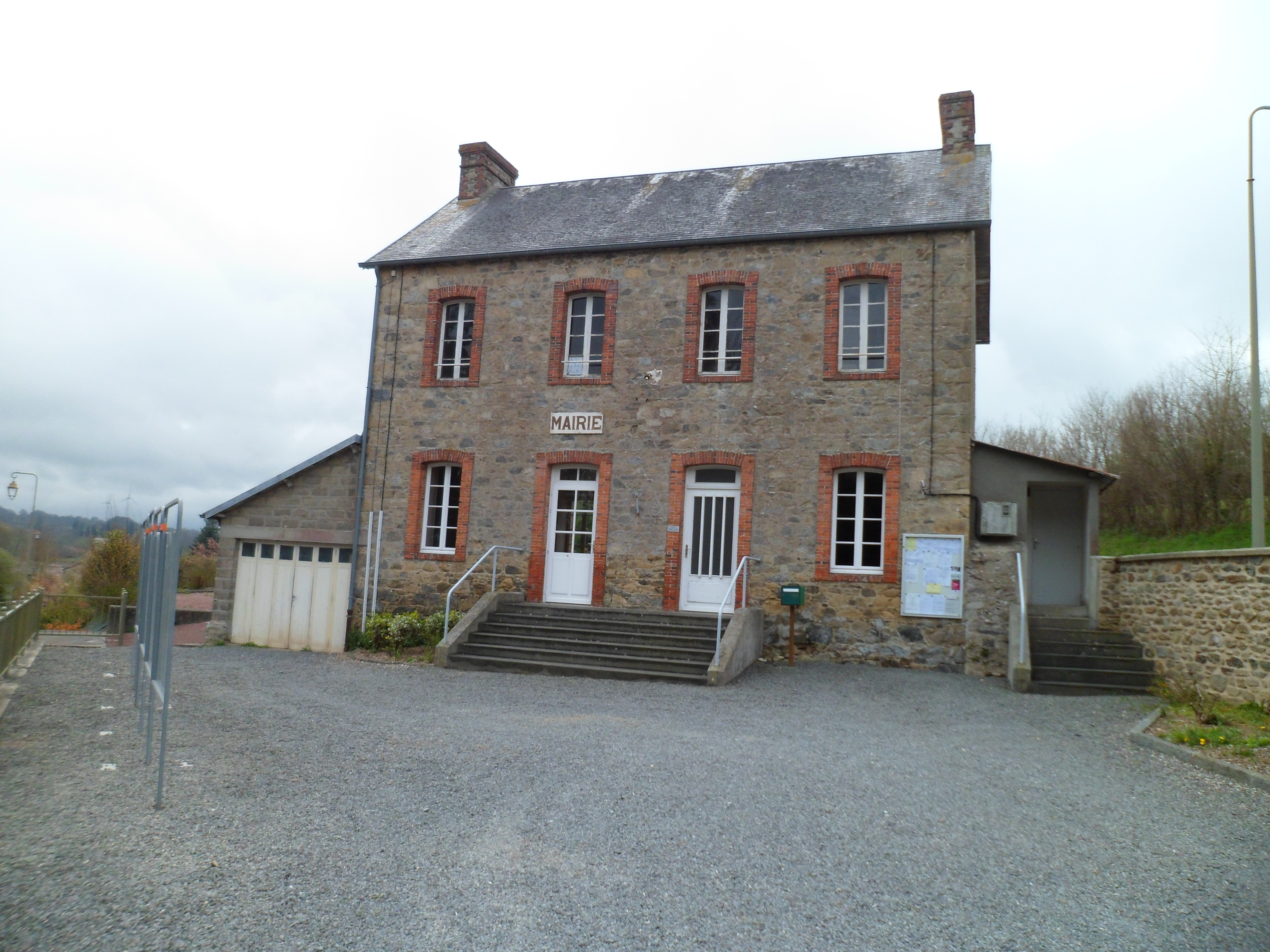
La mairie.

Le conseil municipal est composé de onze membres dont le maire et deux adjoints.

## Démographie
L'évolution du nombre d'habitants est connue à travers les recensements de la population effectués dans la commune depuis 1793. Pour les communes de moins de 10 000 habitants, une enquête de recensement portant sur toute la population est réalisée tous les cinq ans, les populations de référence des années intermédiaires étant quant à elles estimées par interpolation ou extrapolation. Pour la commune, le premier recensement exhaustif entrant dans le cadre du nouveau dispositif a été réalisé en 2004.
En 2022, la commune comptait 185 habitants, en évolution de +1,09 % par rapport à 2016 (Manche : −0,31 %, France hors Mayotte : +2,11 %).
Montcuit a compté jusqu'à 1 258 habitants en 1806. Montcuit est en 2010 la commune la moins peuplée du canton de Saint-Sauveur-Lendelin (197 habitants, contre 205 à Saint-Michel-de-la-Pierre).
| 1793 | 1800  | 1806  | 1821  | 1831 | 1836 | 1841 | 1846 | 1851 |
| ---- | ----- | ----- | ----- | ---- | ---- | ---- | ---- | ---- |
| 983  | 1 162 | 1 258 | 1 215 | 563  | 540  | 516  | 483  | 487  |

| 1856 | 1861 | 1866 | 1872 | 1876 | 1881 | 1886 | 1891 | 1896 |
| ---- | ---- | ---- | ---- | ---- | ---- | ---- | ---- | ---- |
| 469  | 476  | 466  | 459  | 455  | 412  | 413  | 425  | 387  |

| 1901 | 1906 | 1911 | 1921 | 1926 | 1931 | 1936 | 1946 | 1954 |
| ---- | ---- | ---- | ---- | ---- | ---- | ---- | ---- | ---- |
| 366  | 363  | 360  | 305  | 296  | 280  | 268  | 243  | 274  |

| 1962 | 1968 | 1975 | 1982 | 1990 | 1999 | 2004 | 2006 | 2009 |
| ---- | ---- | ---- | ---- | ---- | ---- | ---- | ---- | ---- |
| 257  | 221  | 169  | 154  | 170  | 175  | 195  | 198  | 192  |

| 2014 | 2019 | 2022 | - | - | - | - | - | - |
| ---- | ---- | ---- | - | - | - | - | - | - |
| 179  | 189  | 185  | - | - | - | - | - | - |

## Lieux et monuments

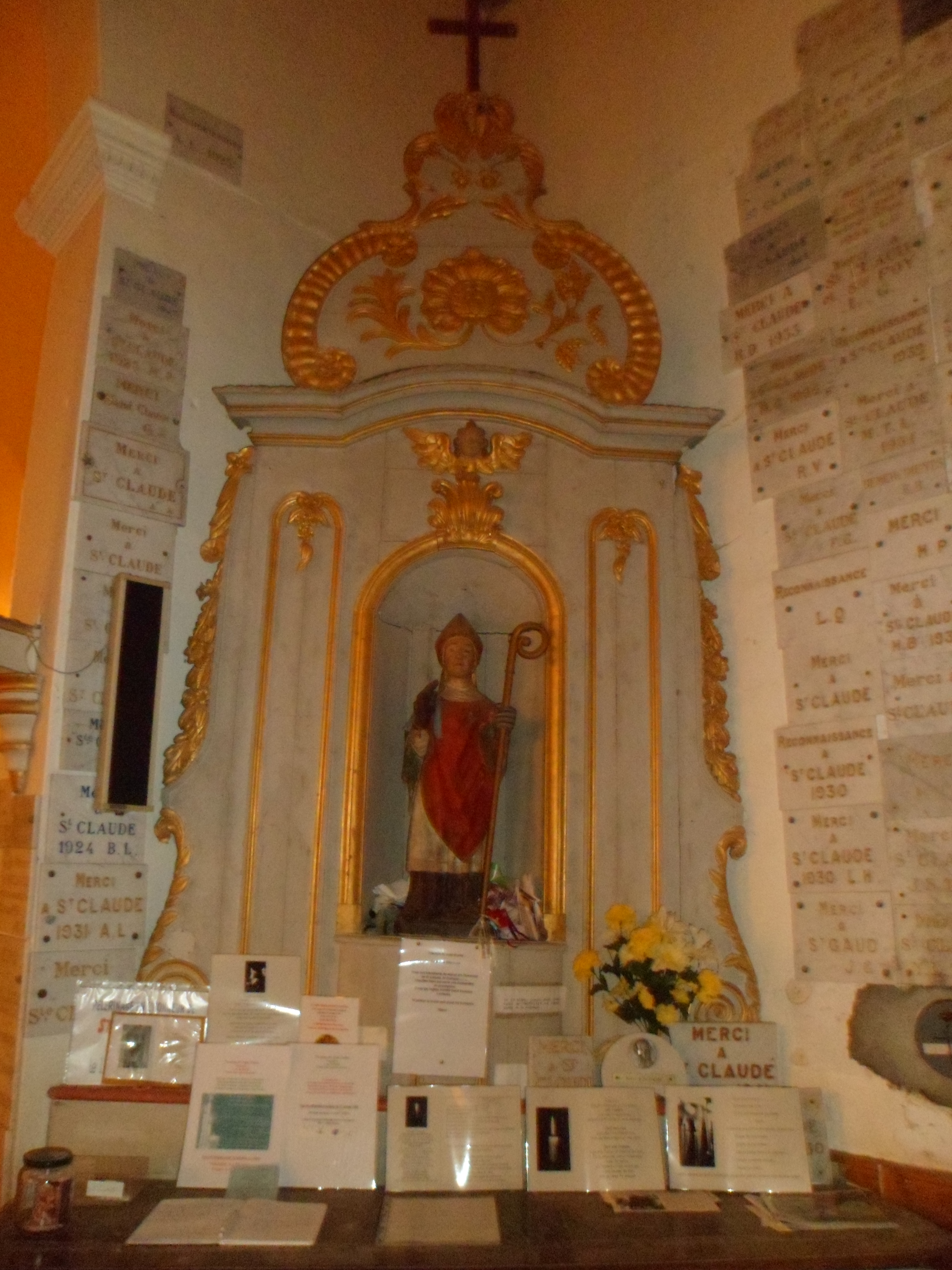
La statue de saint Claude.

- Église Saint-Martin des XVIe – XIXe siècles composée d'une nef prolongée du chœur et de la tour-porche en façade. Elle abrite une statue de saint Claude du XVe, objet d'une dévotion particulière[33],[34], étant invoqué pour la guérison de la méningite et plus généralement des maux de tête[35] et saint Eutrope pour les troubles de la ménopause, ainsi que des autels latéraux avec leur retable du XIXe, un lutrin du XIXe, une statue de saint Michel Archange du XIXe, un voile huméral en drap d'or du XXe.
- If funéraire multiséculaire à l'entrée de l'église devant la tour.
- Calvaire du XXe siècle, utilisé comme monument aux morts, croix de cimetière du XVIIIe siècle.
- Maison de Montcuit. Manoir avec tourelles du XVIe siècle dont les jardins du XVIIe sont inscrits aux monuments historiques[36]. Il comprend un jardin d'agrément, un potager, des douves et orangerie (attestés depuis 1639)[37]. Il était avec celui du Lorey, un point de ralliement de la chouannerie normande[38].
- Jardin japonisant, d'un hectare, à la Guesnonière.

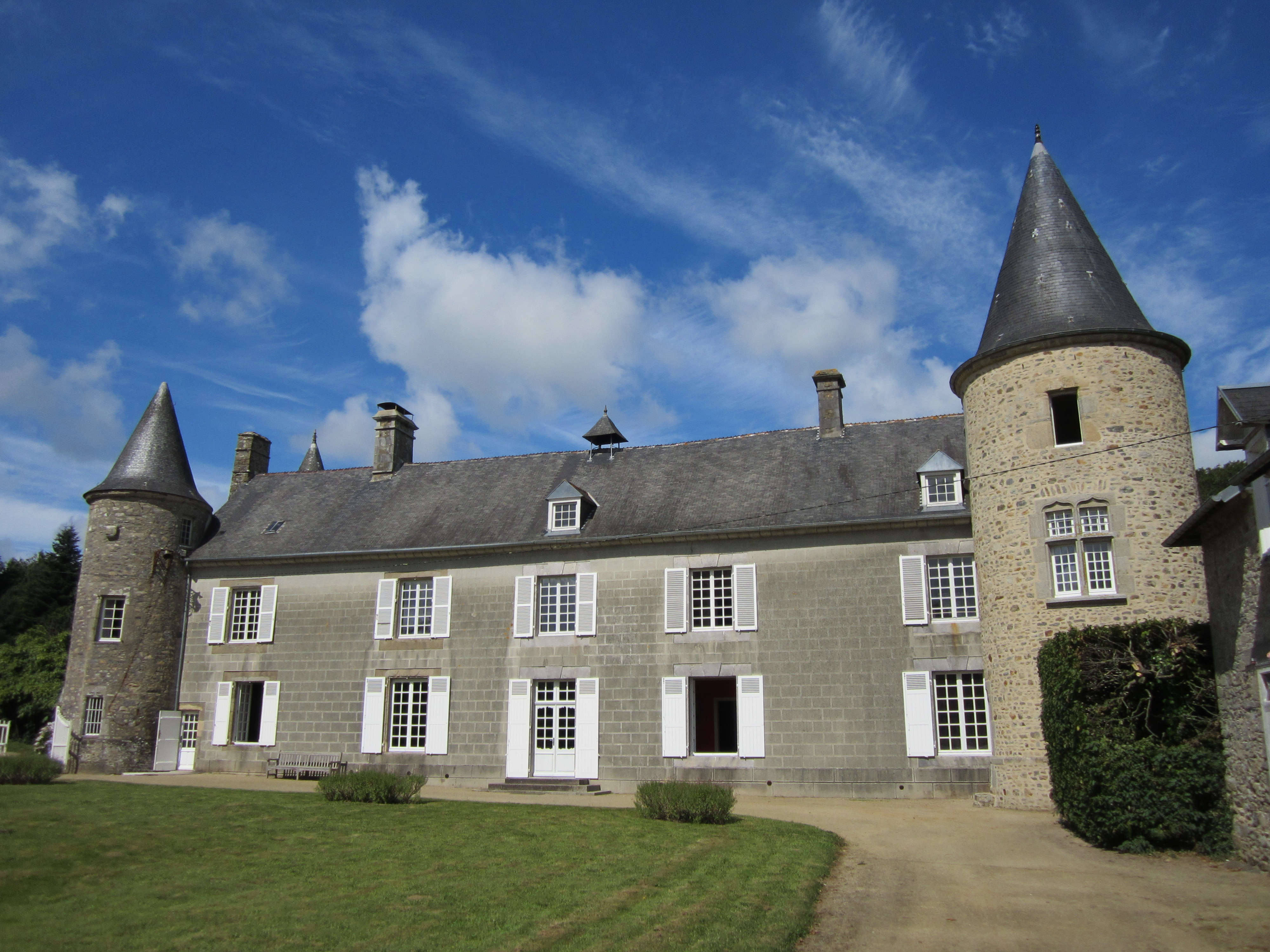
La maison de Montcuit.
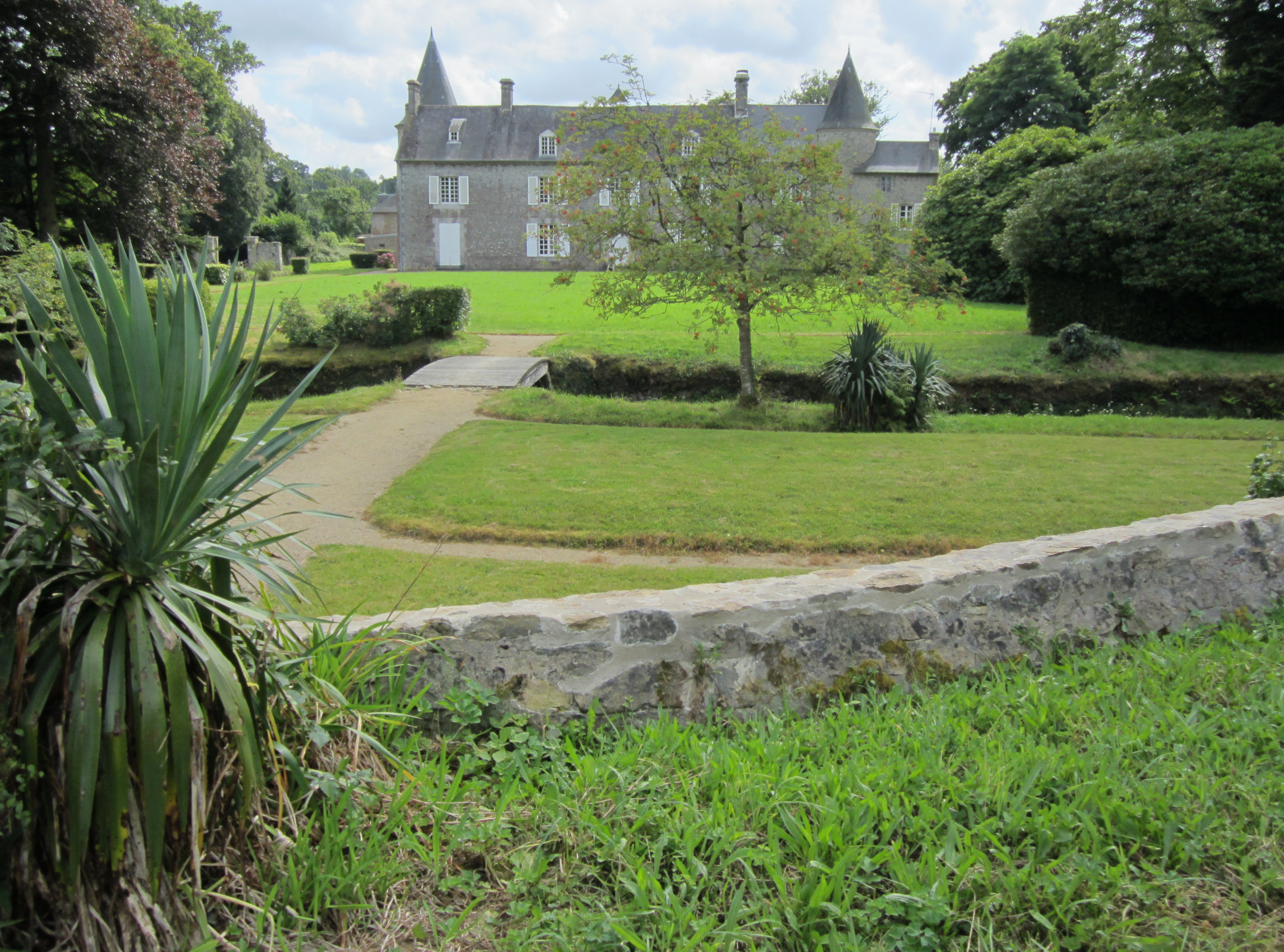
Les jardins de la maison de Montcuit.